# レストモッド
レストモッド（英: resto-mod）とは、老朽化などの理由で劣化または故障した旧車などの自動車を修復させ、一部をカスタマイズすることを指す。
なお類似の言葉にハイテックがあるがこれはパワートレインなどを変更することを指す。

## 概要
レストモッドという言葉は、レストア（回復する）とモディファイ（一部を変更する）を組み合わせた造語である。例として、旧車を工場出荷時に近い状態まで復元させた上で、最新のエンジンを搭載するなどが挙げられる。

## 著名な車種
シボレー・コルベット
2009年のSEMAショーのホットロッド部門第一位を獲得した。ボディのパネル類はすべてワンオフカスタム。その他パーツ類もすべてカスタムやアップグレードされており、かかった費用は非公開だが、相当なコストがかかっているとされる。公道を走ることも可能である。
トヨタ・2000GT
ロッキー3000GTなどがある。
キメラ・EVO37
ランチア・ラリー037のレストモッド。当時の037のベースにもなったランチア・ベータ・モンテカルロをベースにしている。価格は約4600万円。37台限定。
オペル・マンタ　
オペル・マンタAが、オペルによって、EVのパワートレインを搭載しレストモッドとして改造されたもの。マンタGSeエレクトロモッドと名付けられ、「持続可能で望ましい未来のために、エミッション・フリーのモビリティを目指す」というオペルの姿勢を示すために、電動化され、アップデートされた。
ヒュンダイ・グレンジャー、ポニー
メーカー自身の手でEV化されると同時に内装も近未来的デザインに改められ、同社の最新世代のEVであるアイオニック5にも通じる正方形の集合体デザイン「パラメトリック・ピクセル」を配置している。だが近未来感のある仕上がりになってはいるもののグレンジャーとポニーでその細部の方向性は異なり、グレンジャーは液晶ディスプレイメーターに灯火類も「パラメトリック・ピクセル」のスクエアな配置でより近未来的なフィニッシュ、ポニーは真空管風メーターに丸目四灯ヘッドランプを踏襲 (4つの丸の中に「パラメトリック・ピクセル」が敷き詰められている) したレトロ感の強いものとなっている。